# Brahmina soror
Brahmina soror är en skalbaggsart som beskrevs av Gilbert John Arrow 1946. Brahmina soror ingår i släktet Brahmina och familjen Melolonthidae. Inga underarter finns listade.